# Teletón 2008 (Perú)
La Teletón Perú de 2008 cuyo lema fue San Juan de Dios nos está llamando, ¡Escucha su voz! fue la decimoséptima edición de dicho evento solidario que se realiza en Perú desde 1981 buscando recaudar fondos para la rehabilitación infantil de niños con discapacidad motriz que se atienden en la Clínica San Juan de Dios. 
La actividad fue realizada solo el 21 de diciembre en el frontis, patio de honor y salones del Palacio de Gobierno del Perú, ya que la actividad fue encabezada por el entonces presidente de la república Alan García, quien tomó el liderago de la organización al ver que lo responsables renunciaran y dejaran al aire y descabezado la organización. A pesar de que se organizó en solamente 10 días, y gracias a que el presidente Alan García insuflo fe, esperanza y solidaridad como parte de una campaña dirigida por Marisol Crousillat, fue la Teletón peruana más exitosa y extraordinaria de todos los tiempos y recaudó más de 10 millones de nuevos soles, 8 millones se consiguieron  en solo un día al finalizar la jordanada. Nunca antes se había triplicado la meta, y desde entonces tampoco se ha vuelto a repetir dicha hazaña Es la primera vez que la Teletón fue transmitida en casi todos los canales de televisión del Perú a pesar de que los medios no se habían comprometido inicialmente en incluirla.

## Antecedentes
La irregularidad de la jornada benéfica generó una grave crisis en el Hogar Clínica San Juan de Dios, por la que incluso se llegó a cuestionar su viabilidad durante el 2008. Ante esta situación, el gobierno de Alan García decidió encabezar de urgencia la 17.ª Teletón denominada "Gran Colecta Nacional para los niños de San Juan de Dios" que se realizó el domingo 21 de diciembre en el frontis y los salones de Palacio de Gobierno con el fin de recaudar 3 millones de nuevos soles (cerca de 1 millón de dólares). El presidente se presentó dos semanas antes en algunos programas periodísticos: Cuarto poder (América Televisión), Panorama (Panamericana Televisión) y Día D (Andina de Televisión) para convocar a todos los peruanos a participar de este evento benéfico.

## Actuaciones
Diversos artistas de todos los canales y los que no pertenecían a ninguno han presentado diversos números durante el evento. Entre ellos se destaca el baile de la conductora Gisela Valcárcel con el presidente Alan García.

## Recaudación
Cerca de la 1 de la mañana del 22 de diciembre, el presidente Alan García informó que la suma total es de unos S/. 10 millones de soles, superando la meta inicial de S/. 3 millones de soles. El evento de 15 horas ininterrumpidas terminó con un show de fuegos artificiales.